# セーナ朝

セーナ朝
সেন সাম্রাজ্য
Shen Sāmrājya

セーナ朝（ベンガル語: সেন）は、11世紀末から13世紀半ばにかけてベンガル地方に存在していた王朝。首都はナヴァドヴィーパ（ナディア、en:Nabadwip）。

## 歴史
セーナ朝の王族は南方のデカン高原に起源を持つ。11世紀にカルナータカ地方より傭兵あるいは侵入者としてベンガル地方に移住し、この地に定住した。
彼らはラーダー地方（現在のバルドマン一帯）を拠点とし、実質的な建国者と評される3代目のヴィジャヤ・セーナの治世にパーラ朝の衰退に伴って勢力を拡大する。ヴィジャヤ・セーナは東ガンガ朝と同盟し、東ベンガル（ヴァンガ地方）のヴァルマン朝を滅ぼし、ミティラー（北ビハール）の王ナーニヤデーヴァを破って、国をベンガルの強国に成長させた。
ヴィジャヤ・セーナの子であるバッラーラ・セーナは1162年頃（あるいは父ヴィジャヤ・セーナの存命中）にパーラ朝の最後の王ゴーヴィンダパーラを破り、王都ガウラ（北ベンガル地方）を併合する。
5代目の王ラクシュマナ・セーナは周辺国のガウル、カンプラ、カリンガ、カシとの戦争に勝利し、ベナレシを支配するガーハダヴァーラ朝の侵入を退ける。ラクシュマナの勝利を称える碑文がベナレス、ガヤー（en:Gaya, India）、アラーハーバード（en:Allahabad）などに建てられ、パーラ朝と同じく使節を中国に派遣し、海洋交易が促進された。しかし、12世紀末より王朝の衰退が始まり、1196年にはフグリー河口部のドンマナパーラが独立状態にあった。1202年に北西インドのイスラム王朝であるゴール朝の軍人ムハンマド・バフティヤール・ハルジーの攻撃によって西北ベンガルを喪失し）、ラクシュマナはショナルガオンを中心とする南東ベンガルに拠点を移した。
以降セーナ朝は南東ベンガルを領有する小勢力として存続するが、残存勢力も13世紀半ばに滅亡した。

## 宗教

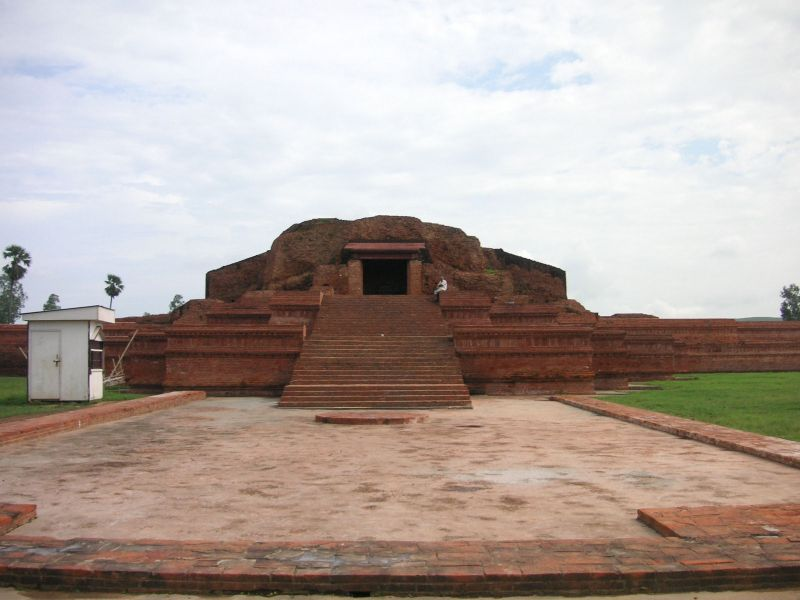
ヴィクラマシラー寺の址

先にベンガルの大部分を支配していたパーラ朝では仏教が手厚く保護されていたが、セーナ朝ではヒンドゥー教およびヒンドゥー教美術が保護された。バッラーラ・セーナはヒンドゥー教を厚く信仰し、彼の元でベンガル地方におけるヒンドゥー教の最初の布教が開始され、伝承によればベンガル地方でのカーストが整備されたのはバッラーラの治世とされている。バッラーラは王の権威を増すためにバラモンを重用したが、高い地位に就いたバラモンたちが台頭すると王権に彼らの影響が及んだ。
王都には壮大なヒンドゥー寺院が建立されたが、14世紀にイスラム教徒によって破壊され、寺院の石材はモスクの建材に転用された。
一方で、パーラ朝で栄えた仏教は不遇の時代を送る。仏教徒はヒンドゥー教に改宗し、あるいは僧侶と共に他の仏教国に移住した。1203年にゴール朝の軍隊によってインド仏教の中心地であったヴィクラマシラー寺が破壊され、多数の僧侶が虐殺されると、インド仏教は終焉を迎える。ゴール朝の侵入後に多数の仏僧がチベットに亡命し、その中にはチベット仏教の一派であるサキャ派の指導者サキャ・パンディタに具足戒を授けたカチェ・パンチェン・シャーキャシュリーパドラも含まれていた。

## 文化
この時代には、地方語であるベンガリー語に発達が見られた。
歴代の王や高官は詩文を愛好し、彼らによって学芸は保護された。セーナ朝期のベンガル文学を代表する人物として、サンスクリット叙情詩『ギータ・ゴーヴィンダ』（牛飼いの歌）を著した宮廷詩人ジャヤデーヴァが挙げられ、『ギータ・ゴーヴィンダ』は、ベンガルにおけるクリシュナに対するバクティ信仰の流行に寄与した。また、4代王バッラーラ・セーナは文人王としても名高く、サンスクリットによる作詩を多くした。

## 歴代君主
1. サーマンタ・セーナ
2. ヘーマンタ・セーナ（英語版）
3. ヴィジャヤ・セーナ（英語版）（1095年頃 - 1158年頃）
4. バッラーラ・セーナ（英語版）（1158年頃 - 1179年頃）
5. ラクシュマナ・セーナ（英語版）（1179年頃 - 1205年頃）
6. ヴィシュヴァルーパ・セーナ
7. ケーシャヴァ・セーナ（英語版）

ラクシュマナより後に即位した王は相互の関係、在位年について明らかになっていない。